# Alair Gomes
Alair de Oliveira Gomes (Valença, dezembro de 1921 - Rio de Janeiro, 1992) foi um fotógrafo brasileiro.
Formou-se em engenharia civil e eletrônica. Foi professor e crítico de arte. Apesar de sua atuação intelectual em várias áreas, hoje em dia seu nome é mais conhecido pelo trabalho como fotógrafo, especialmente devido às fotos de corpos masculinos seminus, tiradas nos anos 70 e 80, com carga homoerótica. Hervé Chandès, diretor da Fundação Cartier para a Arte Contemporânea, afirmou, em 1991: "Em nus masculinos, não há nada hoje comparável no mundo da fotografia ao trabalho deste brasileiro". 

## Biografia
Alair Gomes nasceu numa família de classe média em Valença, mudando-se ainda criança para a capital do estado. Formou-se em engenharia civil e eletrônica em 1944 mas, em 1948, abandonou essa carreira para se dedicar à pesquisa autônoma de filosofia da ciência, estética e história da arte. Ensinou filosofia da ciência na Universidade de Yale, nos Estados Unidos, e foi autodidata também em física, matemática, biologia e neuropsicologia.
A partir de 1962 foi professor assistente 20 horas do Instituto de Biofísica Carlos Chagas Filho da Universidade Federal do Rio de Janeiro. Realizou longas viagens para a Europa, Oriente e Estados Unidos, onde foi bolsista da Guggenheim Foundation por um ano.
No campo da crítica literária, fundou a revista Magog, em 1946, junto com o poeta Marcos Konder Reis e outros. Irmão de Aïla de Oliveira Gomes, que foi durante muitos anos professora titular de inglês da Faculdade de Letras da Universidade Federal do Rio de Janeiro, tradutora e ensaísta literária.
Desde a juventude desejou se tornar um escritor, espelhando-se em nomes como Arthur Rimbaud e D. H. Lawrence, cujas obras admirava pela ousadia no tratamento da intimidade. A partir disso, criou os Journals, diários íntimos escritos à mão e em inglês, nos quais relata as suas experiências erótico-amorosas, o que viria, mais tarde, e ser uma das principais matrizes do seu trabalho fotográfico.
Seus primeiros contatos com uma câmera fotográfica ocorreram em 1965, durante uma viagem à Europa, quando um amigo lhe emprestou uma Leica. Entretanto, com intenções mais amplas, a primeira incursão na fotografia ocorreram com a compra, no ano seguinte, de sua primeira câmera. Foi em 1966 que o artista começou a aventurar-se na fotografia de rapazes na rua, produzindo longas sequências que o tornariam um dos precursores do homoerotismo fotográfico no Brasil.  Essas fotos de rapazes nas praias do Rio, especialmente as produzidas entre os anos 70 e 80, são hoje o trabalho mais conhecido de Gomes. A maioria dessas imagens foram obtidas secretamente, a partir de seu apartamento, situado no sexto andar de um prédio da rua Prudente de Moraes, em Ipanema, e cujos fundos propiciavam uma vista para a praia. Apenas uma minoria das fotos eram posadas, a pedido do artista. Apesar de as fotos com o tema do corpo masculino serem hoje sua faceta mais conhecida, seu trabalho fotográfico abrangia também muitas paisagens, vegetais, celebridades e cenas do carnaval. Suas fotos também retratam aspectos da época, do bairro de Ipanema, em tempos bem menos massificados do que hoje em dia.
A relação de Alair Gomes com os Estados Unidos foi bastante importante para a sua produção artística. Entre os anos de 1971 e 1987, publicou suas séries fotográficas em cinco revistas e jornais norte-americanas, tanto do campo das artes e do teatro, quanto voltada ao público gay.
Realizou sua primeira mostra individual na Galeria Cândido Mendes, em Ipanema, em 1984. Produziu cerca de cento e setenta mil negativos e dezesseis mil ampliações da década de 1960 até o fim de sua vida.
Em  1968 foi contratado por Burle Marx para o registro de espécies botânicas de seu sítio no interior do estado do Rio de Janeiro.
Em 1977 criou e foi coordenador da Área de Fotografia da Escola de Artes Visuais do Parque Lage (EAV-RJ), escreveu e deu cursos sobre filosofia da ciência e história da arte contemporânea.
Morreu assassinado por estrangulamento em seu apartamento em 1992, em circunstâncias até hoje não esclarecidas. O provável assassino foi o segurança de uma loja de discos, que chegou a posar para suas fotos, e por quem o artista estava apaixonado.

## Exposições e divulgação
Em 2003 foi lançado um documentário sobre Alair Gomes intitulado A morte de Narciso, dirigido por Luiz Carlos Lacerda, com depoimentos de amigos e pessoas com quem trabalhou.
A maior parte do espólio de fotografias de Alair Gomes está na Biblioteca Nacional no Rio de Janeiro, mas o artista também faz parte do acervo do Museu de Arte Moderna de São Paulo, do Itaú Cultural e da Coleção Pirelli/MASP. No Rio de Janeiro, sua obra está nas coleções de Gilberto Chateaubriand e Joaquim Paiva, ambas em comodato no Museu de Arte do Rio de Janeiro (MAM). A Fundação Cartier, de Paris, também adquiriu parte das imagens feitas por Gomes.
Entre outubro e novembro de 2009 foi feita uma exposição no Paço Imperial, no Rio de Janeiro, de 130 fotos de Alair Gomes. A exposição, intitulada A new sentimental jorney, esteve, no mesmo ano, na Maison Européenne de La Photographie, em Paris.
Em São Paulo, a Caixa Cultural expôs Alair Gomes: Percursos entre 25 de julho à 4 de outubro de 2015. A exposição foi estruturada visando o universo estético e conceitual do artista, mostrando como um ser político que produziu sua obra entre dois marcos que revolucionaram o comportamento da humanidade. Duas séries inéditas foram exibidas pela primeira vez, uma intitulada Praça da República, na qual o fotógrafo registra personagens da feira hippie em São Paulo, em 1969, e a outra são fragmentos da série Esportes, em que Alair Gomes extrai uma iconografia que ressalta a beleza, a força física e a sensualidade de corpos masculinos dos rapazes que praticavam atividades físicas na orla de Ipanema. Em 29 de agosto do mesmo ano, a Caixa Cultural promoveu uma palestra com o curador da exposição, Eder Chiodetto, e Luciana Muniz (curadora da coleção Alair Gomes na Fundação Biblioteca Nacional - RJ). Foi lançado também um catálogo de fotografias de Alair Gomes.
O trabalho de Alair Gomes continua a despertar interesse crescente à medida que se torna mais conhecido, mesmo anos depois de sua morte. Em 2015, obras dele foram incorporadas ao acervo do Museu de Arte Moderna de Nova York (MoMA), por iniciativa de Sarah Meister, curadora do departamento de fotografia da instituição que, tendo conhecido em 2012 o trabalho de Gomes, na Bienal Internacional de Arte de São Paulo, tornou-se entusiasta de sua arte. 
Em maio de 2017 o ator Edwin Luisi estreou no Rio de Janeiro o espetáculo teatral "Alair" com roteiro baseado nos diários do artista. A peça teve direção de César Augusto e foi indicada a diversos prêmios.
Em outubro de 2017 é lançado o curta-metragem "Inocentes", uma ficção experimental dirigida por Douglas Soares, que estreou na competitiva de curtas do 50º Festival de Brasília do Cinema Brasileiro, o mais importante e político festival do país. O curta é um percurso voyeurístico na obra do fotógrafo, recriando das Sonatinas à Sinfonia de Ícones Eróticos.
Entre junho e agosto de 2025, o Paço Imperial realizou a exposição "Alair Gomes: o erotismo no belo", com curadoria de Luiz Pizarro. A exposição contou com 60 fotografias capturadas entre as décadas de 1970 e 1980, que integram a coleção particular do alemão Klaus Werner. Também contou com a exibição do documentário A morte de Narciso (2003) dirigido por Luiz Carlos Lacerda. 